# Raión de Sumy
Raión de Sumy (en ucraniano: Сумський район) es un raión o distrito de Ucrania en el óblast de Sumy. La capital es la ciudad de Sumy.
Comprende una superficie de 6499,4 km².

## Demografía
Según estimación 2010 contaba con una población total de 69958 habitantes.

## Otros datos
El código KOATUU fue 5924700000. El código postal 42301 y el prefijo telefónico +380 5420.